# 中根舞美
中根 舞美（なかね まみ、2000年6月13日 - ）は、テレビ東京のアナウンサー。

## 経歴・人物
愛知県西尾市出身。
中学校2年生の時に「2014年FIFAワールドカップブラジル大会」をテレビで見てサッカーに興味を持ち、高校時代は男子サッカー部のマネージャーを務めていた。
高校卒業後は聖心女子大学現代教養学部国際交流学科へ入学。大学時代から「フジテレビアナウンストレーニング講座アナトレ」に通い、アナウンサーになるためのトレーニングを積む傍ら、大学2年次には「第1回学生アナウンス大賞」ファイナリストに選出された。
2023年3月に大学を卒業し、同年4月にテレビ東京へアナウンサーとして入社。2か月間に及ぶ研修を経て同年6月28日放送の『テレ東音楽祭2023夏（TV TOKYO MUSIC FESTIVAL 2023 SUMMER）』に番組リポーターとして出演し、アナウンサーデビューを果たす。同年10月より入社後初のレギュラー番組である『サタデーナイトJ』でメイン進行役を務める。
地元のプロサッカーチームである名古屋グランパスエイトの大ファンであり、学生時代はゴール裏で頻繁にグランパスの試合を観戦するなどしていた熱心な名古屋サポーターであった。
憧れのアナウンサーはテレビ朝日の三谷紬。
2024年10月に日本サッカー協会（JFA）公認D級コーチライセンスを取得した。

## 出演番組

### 現在
- サタデーナイトJ（2023年10月7日 - ）[2]
- TXNニュース（不定期）
- スポーツ リアライブ〜SPORTS Real&Live〜
  - 平日版キャスター〈月曜・金曜〉（2025年4月 - ）
  - 日曜版キャスター（2024年10月13日 - ）
- 伊集院光&佐久間宣行の勝手にテレ東批評（進行、2024年10月12日 - ）

### 過去
- みんなのスポーツ Sports for All（平日版月曜担当、2023年10月9日 - 2024年3月25日）
- 日経ニュースプラス9（2024年4月2日 - 6月）
- NIKKEI NEWS NEXT（火曜ニュースキャスター、2024年7月2日 - 2024年9月24日）